# Talita Romero Franco
Talita Romero Franco (Rio de Janeiro, 1 de abril) é uma médica brasileira.
Graduada em medicina pela Universidade Federal do Rio de Janeiro em 1964, onde obteve o mestrado em 1990 e um doutorado em 1995.
Foi eleita membro titular da Academia Nacional de Medicina em 1996, ocupando a Cadeira 37, que tem José Alves Maurity Santos como patrono.